# Молладжафарли
Молладжафарли (азерб. Mollacəfərli) — село в Хылхынском административно-территориальном округе Акстафинского района Азербайджана.

## Этимология
Название села происходит от рода джафарли, приставка молла была добавлена для отличия от других сел Казахского уезда с таким же названием и происходит от близлежащей горы Акмоллачал.

## История
С 24 января 1939 года село входило в состав Акстафинского района, который 4 декабря 1959 года был ликвидирован, а населенный пункт передан в состав Казахского района.
Согласно административному делению 1961 и 1977 года село Молладжафарли входило в Дюзкышлакский сельсовет Казахского района Азербайджанской ССР.
24 апреля 1990 года село передано в состав новообразованного Акстафинского района. 25 мая 1991 года село передано в состав Карагасанлинского сельского совета.
В 1999 году в Азербайджане была проведена административная реформа и внутри Карагасанлинского административно-территориального округа был учрежден Карагасанлинский муниципалитет Акстафинского района. 5 июля 2000 года из состава Карагасанлинского административно-территориального округа выделен новый, Хылхынский, а в 2004 году селу был предоставлен собственный муниципалитет, куда и вошло это село.

## География
Молладжафарли расположена на берегу реки Акстафа.
Село находится в 20 км от райцентра Акстафа и в 468 км от Баку. Ближайшая железнодорожная станция — Казах.
Село находится на высоте 320 метров над уровнем моря.

## Население
| Численность населения | Численность населения | Численность населения |
| 1976                  | 1999                  | 2009                  |
| --------------------- | --------------------- | --------------------- |
| 480                   | ↘357                  | ↗363                  |

Население преимущественно занято виноградарством.

### Известные уроженцы
Уроженец села — Мамедали Гусейнов, являющийся основоположником азербайджанской школы по изучению палеолита.

## Климат
Среднегодовая температура воздуха в селе составляет +13,9 °C. В селе полупустынный климат.

## Инфраструктура
В советское время в селе располагались виноградники виноградарского совхоза.
В селе расположены клуб, библиотека, медицинский пункт.